# Kushavara, Belur
Kushavara là một làng thuộc tehsil Belur, huyện Hassan, bang Karnataka, Ấn Độ.